# زوونه
زوونه (به لاتین: Zövnə) یک منطقه مسکونی در جمهوری آذربایجان است که در شهرستان لریک واقع شده است. زوونه ۳۴۸ نفر جمعیت دارد.

## ریشه واژه
ریشه نام این روستا از زبان تالشی است. گاهی به اشتباه آن را از واژه‌های زو به‌معنی زیاد، اُو به‌معنی آب و نه پسوند است و معنای کامل آن مکان پرآب است؛ اما چون این ناحیه کم‌آب است و کمبود منابع آب دارد، این نظریه رد شده است. نام این روستا با نام روستاهای زوین، زووند، زوووج و زووله هم‌ریشه و به‌معنی قوی و قدرتمند است.